# Rosa Luque Reyes
Rosa Luque Reyes (Córdoba, 26 de noviembre de 1958) es una periodista española.

## Biografía
La periodista Rosa Luque Reyes nace en Córdoba el 26 de noviembre de 1958, cursa bachillerato y COU en el Instituto Góngora. Cursa la carrera de Periodismo en la Universidad Complutense de Madrid. Desde 1978 está vinculada al Diario Córdoba, donde entra como estudiante en prácticas y donde sigue trabajando treinta años después. En 1990 es nombrada jefa de sección. Ha pasado por todas las secciones del periódico y ha abordado todos los géneros periodísticos. Pero son el reportaje, la crónica y sobre todo la entrevista los que cultiva con mayor frecuencia.
Es autora del libro Enrique, una biografía de Enrique Fuentes-Guerra basada en testimonios de quienes conocieron a este abogado y con quienes convivió antes de su prematura muerte. Ha participado, de la mano de Francisco Solano Márquez, en diversos proyectos editoriales de gran envergadura: tres libros de la colección Galería Viana, editada primero por la Caja Provincial y después por Cajasur. Se trata de los monográficos en homenaje a los artistas y académicos Aurelio Teno, Ginés Liébana y Antonio Bujalance. Es también coautora de las colecciones Los pueblos de Córdoba y Córdoba Capital, del libro 50 años de Córdoba, publicado en 1991 con motivo del cincuentenario del diario Córdoba, y del volumen Córdoba hacia 2016, con edición municipal y coordinación de la Asociación de la Prensa, a la que Rosa pertenece desde 1981. Asimismo, más recientemente ha participado con numerosas entrevistas y semblanzas en el libro 1973-1983. Crónica de un sueño, en torno a la transición política y social en la capital y provincia, y ha colaborado en la redacción de la Enciclopedia de Andalucía, un macroproyecto coordinado por Antonio Ramos Espejo cuyos quince tomos están ya en las librerías.
Ha asistido como ponente a diversos cursos y congresos, entre ellos los Talleres de Periodismo que impartió la Diputación por la provincia en los años ochenta, el Congreso de Historia 
celebrado anualmente en Cabra bajo la dirección del catedrático y académico numerario José Manuel Cuenca Toribio, con un trabajo sobre "Periodismo y literatura", y en los cursos de verano de la Universidad Internacional de Andalucía (UNIA).
En 2004 recibió el Premio de Periodismo "Ciudad de Córdoba" que otorga la Asociación de la Prensa. En 2007 fue nombrada correspondiente de la Real Academia de Córdoba.

## Libros
- 2001. 50 años de Diario Córdoba.

## Premios
- Recibió la Fiambrera de Plata del año 1988 concedida por el Ateneo de Córdoba.[1]